# Мемориал «Менора» (Мариуполь)
Мемориал «Менора» в Мариуполе — исторический памятник, внесён в Государственный реестр недвижимых памятников Украины под номером 99-142-3901.

## Описание

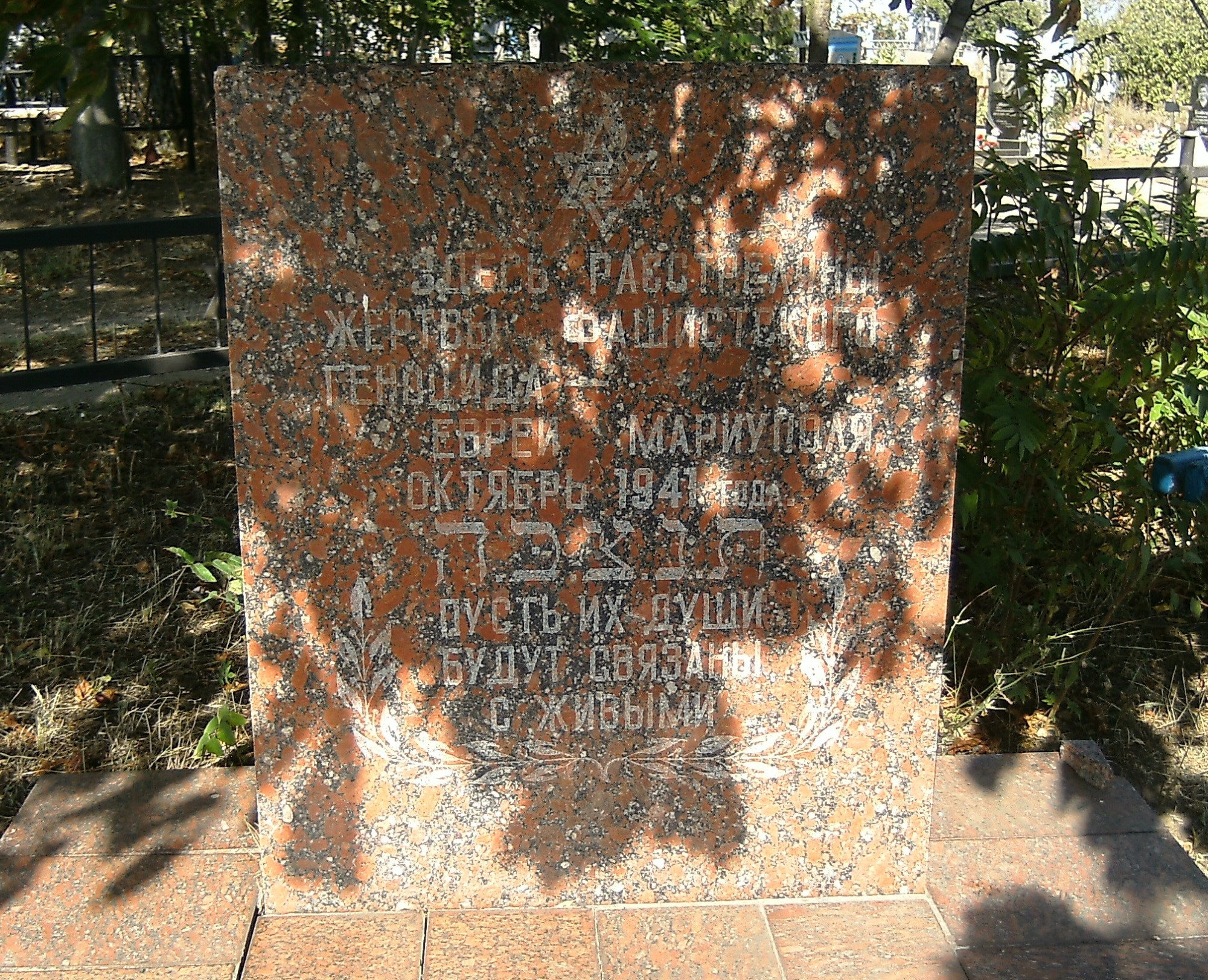
Памятный камень мемориала «Менора»

Расположен в восточном пригороде города Мариуполя. Мемориал расположен на месте, где 20 и 21 октября 1941 было расстреляно более 8000 мариупольских евреев. К 1939 в Мариуполе проживало 10 444 еврея. В центре мемориала установлена менора. На постаменте звезда Давида. По обеим сторонам памятника установлены памятные стелы с надписями: «Здесь расстреляны жертвы фашистского геноцида — евреи Мариуполя. Пусть их души будут связаны с живыми.» и «Я дам им — в стенах дома Моего — памятник. Исаия 56,5».